# Cyclothone kobayashii
Cyclothone kobayashii är en fiskart som beskrevs av Miya, 1994. Cyclothone kobayashii ingår i släktet Cyclothone och familjen Gonostomatidae. Inga underarter finns listade i Catalogue of Life.